# گنجینه فرهنگ آثار معماری ایران
گنجینه فرهنگ آثار معماری ایران کتابی از لیلا پهلوان زاده است که در سال ۱۳۹۲ منتشر و در مراسم کتاب سال جمهوری اسلامی ایران به‌عنوان کتاب برگزیده معرفی شد.